# Manchester-Boston Regional Airport

i7
i11
i13
Der Manchester-Boston Regional Airport (IATA-Code: MHT, ICAO-Code: KMHT) ist ein Flughafen in Manchester, der größten Stadt im US-Bundesstaat New Hampshire. Die ersten Flugbewegungen fanden im November 1927 statt. Im New Hampshire State Airport System Plan ist er als einer von drei Flughäfen eingeordnet. Mit Stand vom März 2023 waren hier insgesamt 97 verschiedene Luftfahrzeuge stationiert, darunter 79 Propeller– und 13 Düsenflugzeuge sowie fünf Helikopter.

## Lage und Verkehrsanbindung
Der Manchester-Boston Regional Airport liegt sieben Kilometer südlich des Stadtzentrums von Manchester und 70 Kilometer nördlich von Boston. Er liegt jeweils zum Teil auf dem Gebiet von Manchester und der benachbarten Stadt Londonderry. Westlich des Flughafens verlaufen der U.S. Highway 3, der Everett Turnpike und nördlich die Interstate 293.
Der Manchester-Boston Regional Airport ist durch Busse in den Öffentlichen Personennahverkehr eingebunden. Die Route 3 der Manchester Transit Authority fährt eine Haltestelle westlich des Flughafens regelmäßig an.

## Geschichte
Am 7. Juni 1927 genehmigte das Board of Mayor and Aldermen der Stadt Manchester 15.000 Dollar (entspricht 230.000 Dollar in heutiger Kaufkraft) für einen Flughafen. Die Bauarbeiten begannen im Oktober 1927, innerhalb eines Monats wurden zwei 1800 Fuß (etwa 550 Meter) lange Start- und Landebahnen errichtet. Das erste Empfangsgebäude für Passagiere wurde 1933 errichtet, und ein Jahr später nahm Boston, Maine and Vermont Airways den Flughafen als Zwischenstopp für seine Verbindung von Boston nach Montréal auf. Alan Shepard, der 1961 der erste Amerikaner im Weltraum werden sollte, übernahm in seiner Kindheit Gelegenheitsjobs am Flughafen Manchester und erhielt dafür Flugstunden.
Im Oktober 1941 genehmigte die Bundesregierung 286.000 Dollar (entspricht 5,3 Millionen Dollar in heutiger Kaufkraft) zur Erweiterung des Flughafens, gleichzeitig wurde Manchester als Basis des United States Army Air Corps bestimmt. Die ersten von zeitweise bis zu 6000 Soldaten trafen im Mai 1941 ein, gefolgt von den ersten Bombern vom Typ Douglas A-20 im Dezember 1941. Zu Ehren von Jean B. Grenier, der 1934 auf einem Übungsflug verstarb, wurde die Basis im Februar 1942 in Grenier Field umbenannt.
Northeast Airways, 1928 am Flughafen Manchester gegründet, erhielt 1951 die Genehmigung, von Grenier Field aus tägliche Verbindungen nach New York anzubieten. Im Jahr 1955 genehmigte die United States Air Force die gemeinsame militärische und zivile Nutzung des Flughafens; hierzu wurde die Manchester Airport Authority gegründet. Im Dezember 1961 wurde ein neues Passagierterminal eröffnet; zu den Kosten in Höhe von 850.000 Dollar (entspricht 7,7 Millionen Dollar in heutiger Kaufkraft) steuerte der Geschäftsmann Roscoe A. Ammon, nach dem das Terminal benannt wird, 500.000 Dollar bei.
Im Jahr 1966 zog die Air Force die letzten Einheiten ab und übertrug die Verantwortung an die Städte Manchester und Londonderry. Der bis dahin entweder als Grenier Field oder Manchester Municipal Airport bezeichnete Flughafen wird 1978 offiziell in Manchester Airport umbenannt. Nachdem United Airlines den Flughafen 1984 erstmals mit Flugzeugen mit Strahltriebwerken anflog, wurde das Terminal 1984 und 1991 erweitert. Im März 1992 begann die erste Phase eines grundlegenden Umbaus, die 1994 mit der Eröffnung eines neuen Terminals abgeschlossen wurde. Im Jahr 1997 nutzten zum ersten Mal mehr als eine Million Passagiere im Jahr den Flughafen Manchester, im Dezember begann die zweite Phase des Umbaus, im Zuge derer unter anderem die Start- und Landebahnen verlängert wurden. Im April 2006 wurde der Flughafen offiziell in Manchester-Boston Regional Airport umbenannt.

## Fluggesellschaften und Ziele
Im Jahr 2018 nutzten rund 1,85 Millionen Passagiere den Manchester-Boston Regional Airport; der größte Anbieter war die Fluggesellschaft Southwest Airlines. Es bestehen Linienflugverbindungen zu Zielen innerhalb der Vereinigten Staaten. FedEx, UPS und Wiggins Airways nutzen den Flughafen als „Mini-Hub“ für ihr Luftfracht-Angebot.

## Verkehrszahlen
| Jahr | Fluggastaufkommen | Luftfracht (Tonnen) (mit Luftpost) | Flugbewegungen (mit Militär) |
| ---- | ----------------- | ---------------------------------- | ---------------------------- |
| 2018 | 1.847.908         | 84.280                             |                              |
| 2017 | 1.970.688         | 77.534                             | 54.359                       |
| 2016 | 2.021.279         | 78.134                             | 55.537                       |
| 2015 | 2.099.604         | 72.133                             | 51.808                       |
| 2014 | 2.095.674         | 72.290                             | 52.139                       |
| 2013 | 2.422.102         | 75.881                             | 57.313                       |
| 2012 | 2.452.064         | 80.044                             | 59.197                       |
| 2011 | 2.710.747         | 79.231                             | 64.885                       |
| 2010 | 2.814.432         | 79.118                             | 68.230                       |
| 2009 | 3.181.249         | 73.333                             | 72.675                       |
| 2008 | 3.716.393         | 80.810                             | 92.160                       |
| 2007 | 3.892.630         | 87.765                             | 90.345                       |
| 2006 | 3.896.532         | 80.006                             | 93.138                       |
| 2005 | 4.329.478         | 70.599                             | 103.190                      |
| 2004 | 4.003.307         | 73.521                             | 103.547                      |
| 2003 | 3.601.661         | 73.077                             | 98.060                       |
| 2002 | 3.366.834         | 82.274                             | 92.271                       |
| 2001 | 3.233.555         | 75.964                             | -                            |
| 2000 | 3.169.301         | 78.044                             | -                            |

### Verkehrsreichste Strecken
| Rang | Stadt                                 | Passagiere | Fluggesellschaft |
| ---- | ------------------------------------- | ---------- | ---------------- |
| 01   | Baltimore, Maryland                   | 272.870    | Southwest        |
| 02   | Chicago–Midway, Illinois              | 111.480    | Southwest        |
| 03   | Philadelphia, Pennsylvania            | 097.030    | American         |
| 04   | Orlando, Florida                      | 095.720    | Southwest        |
| 05   | Detroit, Michigan                     | 060.510    | Delta            |
| 06   | Washington–National, Washington, D.C. | 058.420    | American         |
| 07   | Tampa, Florida                        | 057.700    | Southwest        |
| 08   | Charlotte, North Carolina             | 056.850    | American         |
| 09   | Atlanta, Georgia                      | 044.420    | Delta            |
| 10   | Newark, New Jersey                    | 034.190    | United           |

## Zwischenfälle
- Am 26. Januar 2024 stürzte eine Beechcraft C99 der  US-amerikanischen Wiggins Airways (Luftfahrzeugkennzeichen N53RP) kurz nach dem Start vom Manchester-Boston Regional Airport in ein Wohngebiet von Londonderry (New Hampshire). Der Pilot, der einzige Insasse, überlebte den Unfall und wurde verletzt in ein Krankenhaus gebracht. Das Flugzeug wurde irreparabel beschädigt. Nähere Einzelheiten sind derzeit noch nicht verfügbar.[12]